# Johnson (gmina w Vermont)
Johnson – gmina (town) w Stanach Zjednoczonych, w stanie Vermont, w hrabstwie Lamoille. W jej granicach znajduje się wieś Johnson.